# 牛进庄乡
牛进庄乡，是中华人民共和国河北省沧州市孟村回族自治县下辖的一个乡镇级行政单位。

## 行政区划
牛进庄乡下辖以下地区：
牛进庄村、耿庄子村、孟庄子村、赵庄子村、北肖庄子村、东河村、田庄村、路庄子村、塔上村、棒张村、土楼村、辛庄子村、小徐市村、大徐市村、徐杨桥村、东赵河村、西赵河村、大坟庄村、小坟庄村、大北赵河村、小北赵河村和代庄村。